# Nella Larsen
Nella Larsen, amb nom de casada Nella Imes (Chicago, Illinois, EUA, 13 d'abril de 1891 - Nova York, 30 de març de 1964) va ser una novel·lista i escriptora de la història del Harlem Renaissance.
Filla de mare danesa i pare de les Índies Occidentals, que va morir quan ella tenia dos anys, va estudiar durant un any a la Universitat de Fisk, on va viure la vida en una comunitat totalment negra i després va anar a classes a la Universitat de Copenhaguen (1910-12), a Dinamarca. Es va establir a Nova York, es va graduar a l'escola d'infermeria i també es va convertir en bibliotecària infantil. Casada des de 1919 amb Elmer Imes, un professor de física negre, el 1933 se'n va divorciar. Va tenir amistat amb Carl Van Vechten. A partir de 1941, Larsen va treballar com a infermera en un hospital de Brooklyn fins a la seva mort.
Larsen va escriure dues novel·les i alguns relats. Encara que la seva activitat literària és escassa, la seva obra és d'una qualitat extraordinària, cosa que li va fer guanyar el reconeixement dels seus contemporanis i dels crítics actuals. La primera història de Larsen va ser publicada el 1926. La seva primera novel·la, Quicksand (1928), es refereix a una dona mestissa jove i inquieta que cerca l'amor, l'acceptació i el sentit del propòsit, per aconseguir assossegar la seva situació emocional i creativa. La seva segona novel·la, Passing (1929), se centra en dues dones de pell clara, una de les quals, Irene, es casa amb un home negre i viu a Harlem, mentre que l'altra, Clare, es casa amb un blanc, però no pot rebutjar els seus llaços culturals negres. En 1930, Larsen es va convertir en la primera dona negra a obtenir una beca Guggenheim. Ja no va tornar a publicar, i encara que la seva producció literària va ser escassa, va acabar guanyant el reconeixement dels seus contemporanis.
Des de finals del segle XX s'ha produït un ressorgiment de l'interès per la seva obra, quan s'han estudiat qüestions d'identitat racial i sexual. Les seves obres han estat objecte de nombrosos estudis acadèmics, i ara és àmpliament lloada "no només com la primera novel·lista del Renaixement de Harlem, sinó també com una important figura del modernisme nord-americà".